# مفرق جبلة (حارة)

تعديل مصدري - تعديل

مفرق جبلة هي إحدى حارات حي أنامر أسفل بمدينة إب اليمنية، بلغ تعداد سكانها 1986 نسمة حسب تعداد اليمن لعام 2004.